# もちあげ隊
もちあげ隊は、1990年にソフィアが開発し、西陣が発売したサルをモチーフとした羽根モノパチンコ機。

## 概要
- タテに並んだ3匹のサルがMr.フォールで採用されたレスラーが真後ろに玉をぶん投げるような動作を行い、上段のVゾーンを目指すという趣向。
- 『なんでもかんでも持っていきやがる』（当時の西原理恵子のパチンコ漫画より）と書かれるなど、大当たり中は歴代の羽根モノ機の中でも類まれなるV入賞率を持つ機種である。パンクは起こりにくいが出玉は少ないというようなゲーム性を持つ。

## スペック
- 『もちあげ隊』（1990年）
  - 賞球数 13 大当たり最高継続 8R10C